# Бульозний епідермоліз
Бульозний епідермоліз — група спадкових захворювань, що відзначаються легкою схильністю до поранення шкірних покривів. Основний прояв — формування на шкірі міхурів з рідким вмістом, а після їхнього розтину — утворення ерозій, які довго не загоюються.

## Форми
Основні типи бульозного епідермолізу:
- Простий бульозний епідермоліз розвивається через мутації генів KRT5 та KRT14. Передбачається, що при цьому в шкірних покривах порушується рівновага між ферментами та інгібіторами (сполуками, здатними пригнічувати процеси[які?] в тканинах). Як результат, виділяються ферменти, які руйнують білки шкіри, на тлі чого виникають міхури.
- Межовий бульозний епідермоліз провокують мутації в генах LAMB3 та LAMA3. Ферментна система стає розбалансованою через те, що потерпають колаген 17-го типу та ламінін-332, без яких порушується нормальна будова шкіри. Окрім формування міхурів та ерозій, відзначається посилена ламкість шкіри.
- Дистрофічний бульозний епідермоліз розвивається через мутації в гені COL7A1. Через це потерпає колаген 7-го типу, який контролює стан сполучнотканинних елементів шкіри. Нестача цього протеїну провокує утворення на шкірі висипки, ерозій (виразок) та міхурів.
- Особливістю змішаного бульозного епідермолізу є формування міхурів у всіх шарах шкіри.